# Церковь Святого Казимира (Люблин)
Церковь святого Казимира (пол. Kościół św. Kazimierza) — бывшая церковь католической епархии Люблина в Польше. Расположена на улице Бернардинской в городе Люблин. Памятник архитектуры.

## История
Церковь вместе с прилегающим монастырём реформатов, которые появились в Люблине в 1660 году, была основана виленской каштелянкой Геленой Прусиновской-Сапегой и каменецким каштеляном Николаем Бегановским. Она была построена в 1663 — 1674 годах в стиле барокко в предместье Жмигруд, на месте бывшей усадьбы Сапег. Это была небольшая церковь без колокольни, с одним нефом и алтарём. На северной стороне от храма ранее находилась малая Голгофа.
В 1720 году церковь сгорела, после чего была восстановлена. В 1818 году, после изгнания реформатов по приказу наместника, князя Юзефа Зайончека, монастырь был упразднён. Его здания были переданы Государственной казне Царства Польского. С 1820 года в бывшей церкви расположились военные казармы и квартиры для бедных горожан. В 1844 — 1859 годах здания церкви и монастыря были переданы производителям спирта. Затем здесь расположилась пивоварня Кароля Феттера.
В начале XX века здания были перестроены во время расширения пивоваренного завода. В 50-х годах XX века помещения были реконструированы. Последующие работы по техническому обслуживанию зданий имели место в 70-х и 80-х годах XX века. 22 мая 1971 года бывший храм был внесён в список национальных памятников архитектуры под номером A / 507. С 2001 года здесь находятся склады.
Сегодня здание бывшей церкви является частью комплекса заброшенной пивоварни №2 в Люблине и находится под управлением компании Перла — Бровари Любельские.

## Описание
Однонефная базилика в стиле барокко. Интерьер теперь разделен на этажи. На сводах видны фрагменты фресок последней четверти XVII века. Фасад имеет два яруса и три пролёта, из которых центральный шире боковых. Ранее на крыше над алтарём в башенке висел колокол.